# Juan Gabriel con mariachi II
Juan Gabriel con Mariachi Vol. II  es el octavo álbum de estudio del cantautor mexicano Juan Gabriel, lanzado al mercado por RCA Records el 14 de septiembre de 1976. Fue relanzado el 30 de julio de 1996 por Sony BMG. Es el segundo álbum en el que Juan Gabriel canta con Mariachi. Ya con el antecedente de otorgar diferentes temas a artistas del folklore mexicano, Juan Gabriel vuelve al género del mariachi para presentar un nuevo disco. En esta ocasión acompañado por el Mariachi México 70 de Pepe López. Se lanza el sencillo «Ya no vuelvo a molestarte», el disco se empezó a promocionar casi a la par del disco anterior (chicano). Aunque sin duda de este compendio de rancheras “Te voy a olvidar” y “Siempre estoy pensando en ti” se volvieron clásicas del repertorio de Juan Gabriel. En este disco recoge varios temas que había grabado antes a dúo con María Victoria (17 años), temas que había dado a Lucía Méndez y Angélica María.
Con el disco llega a récord de ventas en Estados Unidos con el tema “Siempre estoy pensando en ti”. Logra que Rocío Dúrcal grabe con mariachi “Rocío Dúrcal canta a Juan Gabriel” y así surgen los temas: "Tarde", "Fue un placer conocerte", "Jamás me cansaré de ti" y "Fue tan poco tu cariño", este disco significa ventas por más de un millón de copias en España e inicia la mancuerna musical más recordada en Latinoamérica en toda la historia.
Este hecho lo mostró ante el reticente mercado europeo y lo colocó como el artista mexicano más escuchado a nivel mundial, sus discos marcaban la diferencia, pues le dio un toque de frescura a la música latina, sobre todo a la mexicana.

## Lista de canciones[1]
| N.º | Título                         | Escritor(es) | Duración |  |
| 1.  | «Te Voy A Olvidar»             | Juan Gabriel | 3:23     |  |
| 2.  | «Otra Vez Me Enamoré»          | Juan Gabriel | 2:47     |  |
| 3.  | «Nos Vemos Mañana»             | Juan Gabriel | 2:48     |  |
| 4.  | «Siempre Estoy Pensando En Ti» | Juan Gabriel | 3:29     |  |
| 5.  | «17 Años»                      | Juan Gabriel | 2:54     |  |
| 6.  | «Cuando Decidas Volver»        | Juan Gabriel | 2:03     |  |
| 7.  | «Ya No Insistas Corazón»       | Juan Gabriel | 2:53     |  |
| 8.  | «Cuando Todo Se Acabe»         | Juan Gabriel | 3:41     |  |
| 9.  | «Ya No Vuelvo A Molestarte»    | Juan Gabriel | 2:12     |  |
| 10. | «Nuestros Corazones»           | Juan Gabriel | 2:17     |  |